# Franciszek Franczak
Franciszek Wojciech Franczak (ur. 9 stycznia 1951 w Strzegomiu) – polski polityk, nauczyciel, rolnik, poseł na Sejm IV kadencji.

## Życiorys
W 1971 ukończył Technikum Mechaniczne dla Pracujących, a w 1975 – Pedagogiczną Szkołę Techniczną. W latach 70. pracował jako nauczyciel w zespole szkół w Strzegomiu. W 1980 zaczął prowadzić 79-hektarowe gospodarstwo rolne (produkcja roślinna).
Należał do Polskiej Zjednoczonej Partii Robotniczej. W wyborach samorządowych w 1994 bez powodzenia ubiegał się o mandat radnego Strzegomia z poparciem Polskiego Stronnictwa Ludowego. W 1996 wstąpił do ZZR „Samoobrona” oraz Samoobrony RP. W 2000 został przewodniczącym struktur wojewódzkich związku i partii. Wszedł też w skład prezydium ugrupowania. Z jej listy w 2001 uzyskał mandat posła IV kadencji w okręgu wałbrzyskim (otrzymał 7634 głosy). Zasiadał w Komisji Edukacji, Nauki i Młodzieży, Komisji Samorządu Terytorialnego i Polityki Regionalnej oraz w Komisji Rolnictwa i Rozwoju Wsi. W maju 2003 odszedł z Samoobrony RP i wstąpił do Partii Ludowo-Demokratycznej, w 2005 został posłem niezrzeszonym.
Przed wyborami parlamentarnymi w 2005 znalazł się na liście PSL, ale zrezygnował z kandydowania przed głosowaniem. W 2006 przeszedł z PSL do Stronnictwa „Piast”. Bezskutecznie ubiegał się z ramienia własnego komitetu wyborczego wyborców o stanowisko burmistrza i radnego Strzegomia w wyborach samorządowych w 2006. W wyborach w 2010 ponownie bez powodzenia kandydował na radnego. Kilka lat później związał się z Akcją Zawiedzionych Emerytów Rencistów.